# Vince
Vince (makedonska: Винце) är en ort i Nordmakedonien. Den ligger i kommunen Kumanovo, i den centrala delen av landet, 27 kilometer öster om huvudstaden Skopje. Vince ligger 366 meter över havet och antalet invånare är 237.